# Cardamine lyrata
Cardamine lyrata es una especie perteneciente a la familia Brassicaceae que se distribuye por el E. China, E. Siberia, Corea y Japón. En estado silvestre florece de mayo a junio. Las flores son hermafroditas y son polinizados por abejas, moscas, polillas y mariposas.

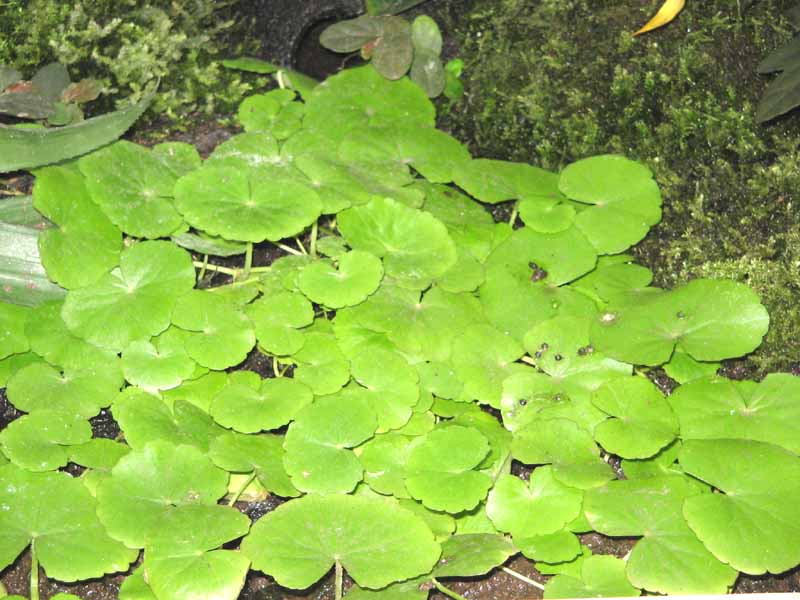
Detalle de las hojas

## Descripción
Es una planta herbácea acuática que alcanza los 20–40 cm de altura y hasta 30 cm de extensión. Tiene un tallo fino con hojas redondas con los márgenes dentados que son muy apetecibles para peces con necesidad de aporte vegetal. Crece muy rápidamente y forma marañas de enredaderas.

## Taxonomía
Cardamine lyrata fue descrita por Alexander von Bunge y publicado en Enumeratio Plantarum, quas in China Boreali 5. 1833.
Etimología
Cardamine: nombre genérico que deriva del griego kardamon  = "cardamomo" - una planta independiente en la familia del jengibre, usado como condimento picante en la cocina. 
lyrata: epíteto latino que significa "con forma de lira".
Sinonimia
- Cardamine argyi H.Lév.	[4]